# Політковська Ганна Степанівна
Га́нна Степа́нівна Політко́вська (до шлюбу Мазе́па, 30 серпня 1958, Нью-Йорк, США — 7 жовтня 2006, Москва, РФ) — російська журналістка, військова кореспондентка та документалістка опозиційних поглядів українського походження[джерело?]. Її убивство розглядають як замовне, спрямоване проти свободи слова.

## Життєпис
Народилася в сім'ї радянських дипломатів у Нью-Йорку, де батько працював у представництві Української РСР[відсутнє в джерелі] при ООН. За іншою версією народилася на Чернігівщині. Батько Степан Мазепа родом із села Костобобрів Чернігівської області, мати — з Криму.
1980 року закінчила факультет журналістики МДУ.
У 1982—1993 роках працювала в газетах «Вісті», «Повітряний транспорт», у Творчому об'єднанні «Ескарт», видавництві «Паритет», оглядачкою газети «Мегаполіс-Експрес».
У 1994—1999 роках — оглядач, редактор відділу «Надзвичайних подій» «Загальної газети».
Із червня 1999 року — оглядач «Нової газети». З липня 1999 року неодноразово виїжджала в зони бойових дій і табору біженців у Дагестані, а потім в Інгушетії й Чечні.
Автор документальних книг «Подорож у пекло. Чеченський щоденник», «Друга чеченська».
Крім прямої професійної діяльності в грудні 1999 року організувала вивіз з-під бомбувань 89 мешканців грозненського будинку для літніх, які її стараннями були розселені на території Росії. Однак улітку 2000 року 22 особи були повернуті в Грозний, «щоб продемонструвати усьому світу, що життя в Грозному налагоджується». Люди опинилися без води, ліків, їжі й одягу. В серпні 2000 року з ініціативи Ганни Політковської «Новою газетою» проведена благодійна акція «Грозний. Будинок перестарілих». Зібрано 5,5 тонни вантажу й близько $5 000.
За словами її колег з «Нової газети», «у важких і небезпечних умовах роботи, пов'язаної з нескінченним подоланням перешкод, створюваних у роботі журналістам, в умовах інформаційної блокади вона завжди проявляла мужність і високий професіоналізм». Крім того, вона займалася правозахисною діяльністю: допомагала матерям загиблих солдатів у суді, проводила розслідування корупції в Міністерстві оборони й командуванні Об'єднаних угруповань федеральних військ у Чечні.

## Правозахисна діяльність
Крім журналістики, займалася правозахисною діяльністю, допомагала матерям загиблих солдатів у суді, проводила розслідування корупції в Міністерстві оборони й командуванні Об'єднаного угруповання федеральних військ у Чечні. Різко критикувала чинну владу. У своїй книзі «Путінська Росія» писала:
| «За що я так не люблю Путіна? Саме так, за це. За черствість, що гірше злочину, за його цинізм, расизм, за його неправду, за газ, що він застосував у ході облоги „Норд-Оста“, за побиття дітей, що тривало протягом усього його першого президентського строку.» |
Під «побиттям дітей» мала на увазі їх загибель під час бойових дій у Чечні.
У жовтні 2002 року брала участь у переговорах з терористами, що захопили в Москві мюзикл «Норд-Ост», носила заручникам воду. В вересні 2004 року під час захоплення заручників у бесланській школі її намагалися отруїти на борту літака на шляху в Беслан. Тоді заявила, що її «усунули з поля», щоб не дати їй здійснити її план урегулювання ситуації.

## Вбивство
Убита в Москві 7 жовтня 2006 року, в день народження Володимира Путіна, в під'їзді власного будинку за адресою вул. Лісова, будинок 8/12. За даними правоохоронних органів, близько 16:15, коли Політковська входила в ліфт, «невідомий у темному одязі» спочатку з близької відстані тричі вистрілив у неї (двічі влучивши у груди і один раз — у плече), після чого зробив контрольний постріл в голову. Її тіло виявила сусідка о 17:10. Прибулі на місце події співробітники міліції знайшли в ліфті кинутий пістолет ПМ і чотири гільзи.
Увечері 7 жовтня перед будинком, де жила Політковська, зібралися родичі, друзі й колеги журналістки. Люди, багато з яких плакали, підходили до під'їзду й клали квіти — білі й червоні гвоздики. Біля входу в будинок стояли запалені свічки.
Правозахисниця Людмила Алексєєва упевнена, що причина вбивства Політковської — її професійна діяльність: «Вона викривала насильство й захищала жертв цього насильства». Депутат Державної думи Володимир Рижков заявив: «Вона займалася Бесланом, вона займалася „Норд-Остом“, вона займалася корупцією й Чечнею — тут і треба шукати мотиви».
За півтори години до смерті розповіла в інтерв'ю «Кавказькому вузлу» про журналістське розслідування фактів вимагання в Чечні у зв'язку з масштабним будівництвом, розгорнутим останнім часом у республіці, і очікуваним висуванням Рамзана Кадирова у президенти Чеченської республіки. Виписка з інтерв'ю:

| «Головна стаття доходів кадировського бюджету — побори з усіх, кого можна обібрати. Не тільки з бізнесменів, але й, наприклад, із усього чиновництва. Воно, звичайно, у Чечні, як і по всій нашій країні, корумповане з голови до ніг. Кожний такий чиновник „відстьобував“ величезні суми зі своїх доходів. Підраховувалося, скільки чиновник вкрав, і змушували платити. Конкретні суми без документів називати не буду. На сьогодні у мене є тільки копії заяв у прокуратуру співробітників МНС, які були обурені тим, що їх змусили „відстьобувати“ із зарплати по 13 тисяч рублів, а це — більша частина зарплати» |
8 жовтня у Москві в Новопушкінському сквері відбулася акція пам'яті Політковської. За твердженнями її організаторів — представників демократичних сил — в акції взяли участь близько 3 тисяч осіб, за даними правоохоронних органів, були присутні 2 500 осіб.
Убивство викликало різкий осуд світових лідерів, що закликають російську владу знайти й покарати вбивць. Із заявами виступили президент США Джордж Буш, британський прем'єр-міністр Тоні Блер, президент Франції Жак Ширак, офіційний представник Єврокомісії Йоханнес Лайтенбергер.
Жалобні мітинги й акції пам'яті Ганни Політковської відбулися в багатьох європейських столицях.

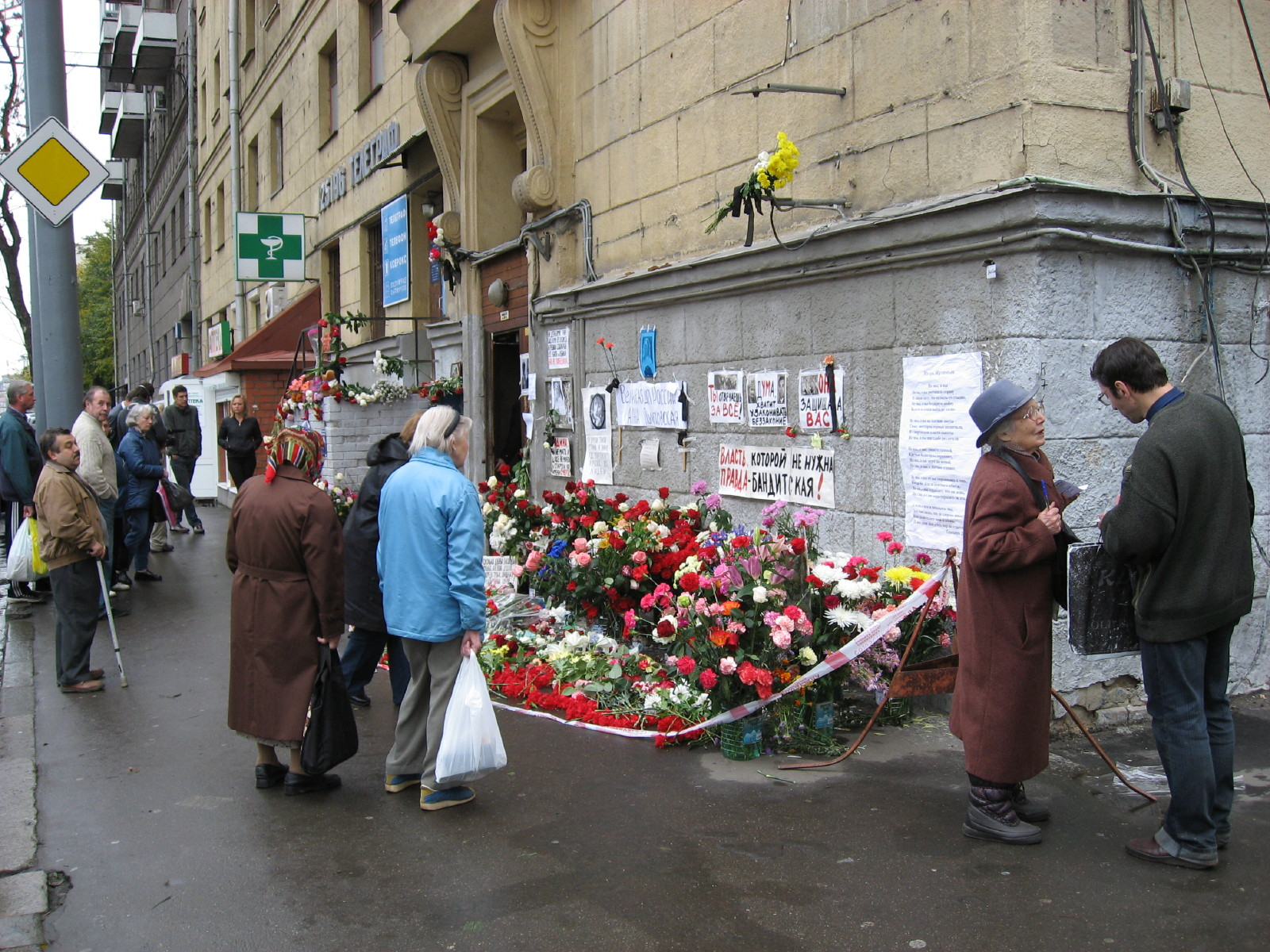
Вшанування пам'яті біля її будинку, Москва, 2006
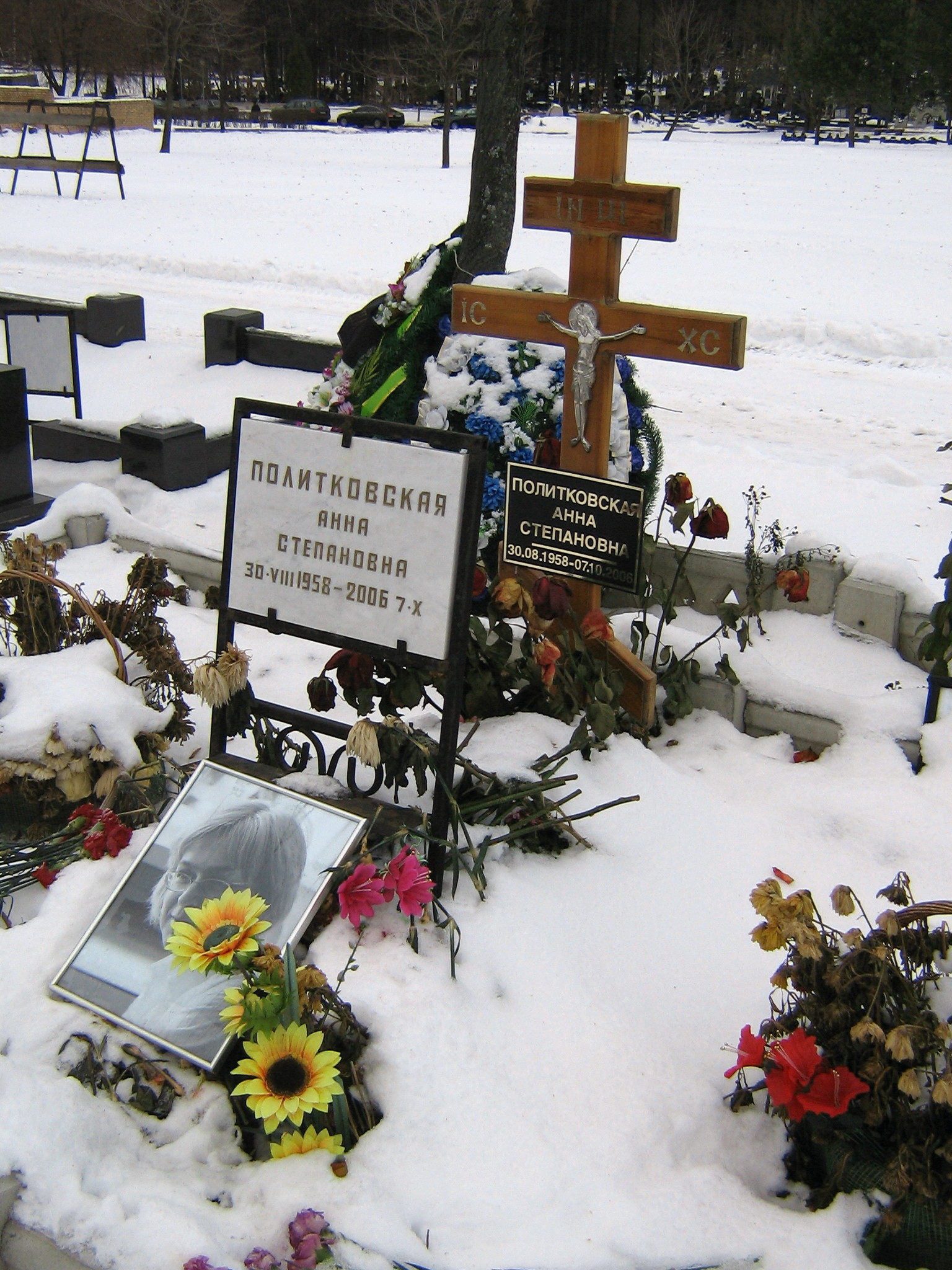
Могила Політковської на Троєкурівському кладовищі
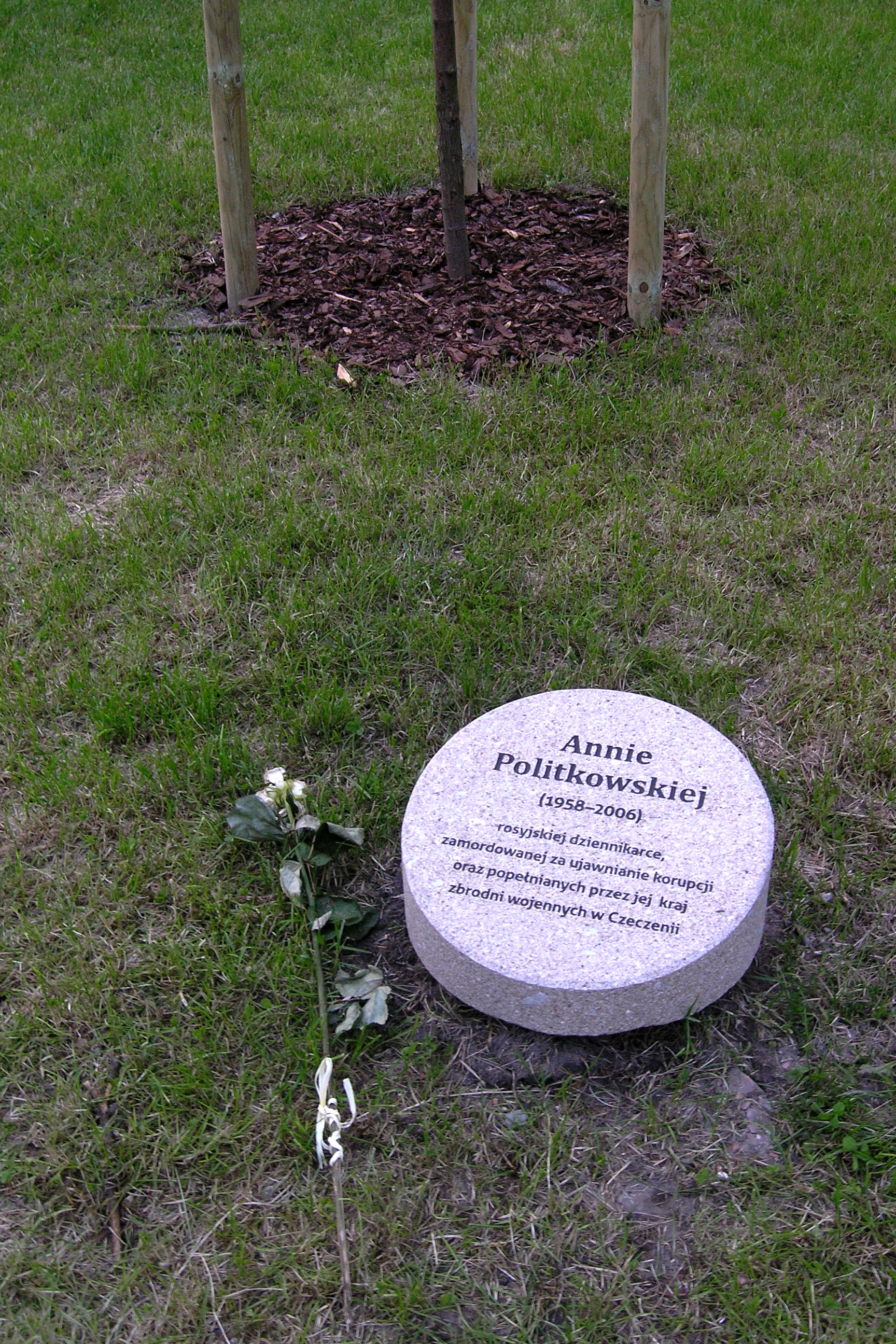
Пам'ятний камінь в парку Справедливих, Варшава

Інтернет-сайт «Нової газети», де працювала Політковська, висуває дві версії вбивства: помста чеченського прем'єр-міністра Рамзана Кадирова за те, що писала про нього раніше й продовжувала писати, або дії тих, хто хоче «повісити» це вбивство на самого Кадирова, щоб перешкодити йому одержати президентський пост. Ганна Політковська працювала над репортажем про чеченську війну, у якому, зокрема, розповідалося про катування й про методи політичної боротьби Кадирова-молодшого.

## Нагороди
- За серію репортажів із Чечні в січні 2000 року присуджена премія «Золоте перо Росії»,
- Премія Союзу журналістів РФ «Добрий учинок — добре серце»,
- Премія Союзу журналістів за матеріали по боротьбі з корупцією,
- Диплом «Золотий гонг-2000» за серію матеріалів про Чечню.